# Scottish Third Division 1997-1998
La Scottish Third Division 1997-1998 è stata la 4ª edizione del torneo e ha rappresentato la quarta categoria del calcio scozzese.

## Squadre partecipanti
| Squadra            | Città              | Stadio              | Stagione precedente                             |
| ------------------ | ------------------ | ------------------- | ----------------------------------------------- |
| Albion Rovers      | Coatbridge         | Cliftonhill Stadium | 5º posto                                        |
| Alloa Athletic     | Alloa              | Recreation Park     | 4º posto                                        |
| Arbroath           | Arbroath           | Gayfield Park       | 10º posto                                       |
| Berwick Rangers    | Berwick-upon-Tweed | Shielfield Park     | 10º posto in Scottish Second Division 1996-1997 |
| Cowdenbeath        | Cowdenbeath        | Central Park        | 7º posto                                        |
| Dumbarton          | Dumbarton          | Boghead Park        | 9º posto in Scottish Second Division 1996-1997  |
| East Stirlingshire | Falkirk            | Firs Park           | 9º posto                                        |
| Montrose           | Montrose           | Links Park          | 6º posto                                        |
| Queen's Park       | Glasgow            | Hampden Park        | 8º posto                                        |
| Ross County        | Dingwall           | Victoria Park       | 3º posto                                        |

## Classifica finale
|  | Pos. | Squadra            | Pt | G  | V  | N  | P  | GF | GS | DR  |
|  | ---- | ------------------ | -- | -- | -- | -- | -- | -- | -- | --- |
|  | 1.   | Alloa Athletic     | 76 | 36 | 24 | 4  | 8  | 78 | 39 | +39 |
|  | 2.   | Arbroath           | 68 | 36 | 20 | 8  | 8  | 67 | 39 | +28 |
|  | 3.   | Ross County        | 67 | 36 | 19 | 10 | 7  | 71 | 36 | +35 |
|  | 4.   | East Stirlingshire | 57 | 36 | 17 | 6  | 13 | 50 | 48 | +2  |
|  | 5.   | Albion Rovers      | 44 | 36 | 13 | 5  | 18 | 60 | 73 | −13 |
|  | 6.   | Berwick Rangers    | 42 | 36 | 10 | 12 | 14 | 47 | 55 | −8  |
|  | 7.   | Queen's Park       | 41 | 36 | 10 | 11 | 15 | 42 | 55 | −13 |
|  | 8.   | Cowdenbeath        | 38 | 36 | 12 | 2  | 22 | 33 | 57 | −24 |
|  | 9.   | Montrose           | 38 | 36 | 10 | 8  | 18 | 53 | 80 | −27 |
|  | 10.  | Dumbarton          | 31 | 36 | 7  | 10 | 19 | 42 | 61 | −19 |

Legenda:

      Campione di Third Division e promossa in Second Division
      Promossa in Second Division
Note:

Tre punti a vittoria, uno a pareggio, zero a sconfitta.